# Rick Danko
Richard Clare "Rick" Danko, född 29 december 1943 i Blayney i Norfolk County, Ontario, död 10 december 1999 i Marbletown i Ulster County, New York, var en kanadensisk basist och sångare i rockbandet The Band. 
Danko föddes och växte upp i en musikalisk ukrainsk-kanadensisk familj i Green's Corners, ett lantbrukssamhälle utanför den lilla staden Simcoe i Ontario.

## Diskografi

### Album

#### Med The Band
- Music from Big Pink (1968)
- The Band (1969)
- Stage Fright (1970)
- Cahoots (1971)
- Rock of Ages (live) (1972)
- Moondog Matinee (1973)
- Northern Lights-Southern Cross (1975)
- Islands (1977)
- The Last Waltz (1978)
- Jericho (1993)
- High On The Hog (1996)
- Jubilation (1998)

#### Med Danko/Fjeld/Andersen
- Danko/Fjeld/Andersen (1991)
- Ridin' on the Blinds (1994)
- One More Shot (2002)

#### Solo
- Rick Danko (1977)
- In Concert (1997)
- Live on Breeze Hill (1999)
- Times Like These (2000)
- Cryin' Heart Blues (2005)
- At Dylan's Cafe (2007)
- Live at the Tin Angel, 1999 (2011)
- Live at Uncle Willy's, 1989 (2011)
- Live at the Iron Horse, Northampton 1995 (2011)